# Doctrina del doble cómputo penal
La doctrina del doble cómputo penal o doble cómputo de las penas es una doctrina jurisprudencial en el ámbito del derecho penal español establecida por el Tribunal Constitucional en 2008, en la que se establece que el tiempo que un recluso ha permanecido en prisión provisional debe descontársele, a efectos de cómputo de la pena, de todas las condenas firmes, pues lo contrario supone una vulneración del derecho a la libertad establecido en el artículo 17.1 de la Constitución española. Esta doctrina del Tribunal Constitucional contradijo parcialmente la del Tribunal Supremo, la conocida como «doctrina Parot».
Esta interpretación tomó su base en el artículo 58.1 Código Penal, en la redacción anterior a la que le dio la Ley Orgánica 15/2003, de 25 de noviembre, y en los casos en que fuese aplicable, ya que disponía este artículo que «el tiempo de privación de libertad sufrido preventivamente se abonará en su totalidad para el cumplimiento de la pena o penas impuestas en la misma causa en que dicha privación haya sido acordada». El Tribunal Constitucional, respecto a la concurrencia de penas, señaló:

La situación de coincidencia entre la prisión provisional en una causa y la situación de penado en otra, por su frecuencia en la realidad, no es un supuesto que, lógicamente, pudiera haber pasado inadvertido al legislador, al regular el abono del tiempo de privación de libertad sufrido provisionalmente para el cumplimiento de la pena o pena impuestas en la misma causa (art. 58.1 CP), lo que desde la obligada pauta de la interpretación en el sentido de la mayor efectividad del derecho fundamental y de la correlativa interpretación restrictiva de sus límites permite entender que, si el legislador no incluyó ninguna previsión respecto a dicha situación en el art. 58.1 CP, y, en concreto, [no hubo previsto] el no abono del tiempo en el que simultáneamente han coincidido las situaciones de prisión provisional en una causa y de penado en otra, fue sencillamente porque no quiso hacerlo.
Sexto fundamento jurídico de la sentencia 57/2008